# 1975 في اليابان
فيما يلي قوائم الأحداث التي وقعت خلال عام 1975 في اليابان.

## أفلام
من الأفلام التي صدرت هذه السنة في اليابان:
- 1 يوليو – درسو أوزالا من إخراج أكيرا كوروساوا.

## برامج ومسلسلات وأنمي
- سوبر سنتاي

## مواليد

### يناير
- 1 يناير – إييتشيرو أودا مانغاكا ياباني.
- 1 يناير – تاكويا اونيشي رائد فضاء ياباني.
- 1 يناير – كيتا تاكاهاشي مهندس ياباني.
- 6 يناير – يوكانا
- 8 يناير – كازوشي إسوياما لاعب كرة قدم ياباني.
- 10 يناير – تاكيشي مايدا
- 12 يناير – كوسوكي أكيوشي متسابق دراجات نارية ياباني.
- 14 يناير – مينيكو تاناكا لاعبة كرة يد يابانية.
- 15 يناير – جن ميزوكوشي لاعب كرة قدم ياباني.
- 15 يناير – هيروكي ميزوهارا لاعب كرة قدم ياباني.
- 21 يناير – يوجي أيدي سائق سيارة سباق ياباني.
- 28 يناير – هيروشي كاميا
- 29 يناير – دايسوكي تانيإكي لاعب كرة قدم ياباني.

### فبراير
- 1 فبراير – تاكيشي كاواهارادزوكا لاعب كرة قدم ياباني.
- 4 فبراير – جونجي ساتو لاعب كرة قدم ياباني.
- 17 فبراير – ميتشيكو كيتشيسي
- 18 فبراير – تاكاأكي توكوشيجي لاعب كرة قدم ياباني.
- 19 فبراير – كوهيه كياسو
- 22 فبراير – تيبي نيشياما لاعب كرة قدم ياباني.
- 23 فبراير – ريوكو ناغاتا مؤدّية صوت يابانية.
- 25 فبراير – تشيمي تشيبا
- 28 فبراير – ريسا هاياميزو

### مارس
- 2 مارس – نوريوكي هاجا متسابق دراجات نارية ياباني.
- 3 مارس – تايجيرو كوروتا لاعب كرة قدم ياباني.
- 5 مارس – كينجي ساكاقوتشي لاعب كرة قدم ياباني.
- 9 مارس – ساياكا أيدا مؤدّية صوت يابانية.
- 20 مارس – يو أساكاوا مؤدّية صوت يابانية.
- 27 مارس – كاتسواكي فوجيوارا متسابق دراجات نارية ياباني.
- 28 مارس – ماكوتو ياسومورا مؤدّي صوت ياباني.

### أبريل
- 3 أبريل – ماساكي اوغاوا لاعب كرة قدم ياباني.
- 10 أبريل – نوبوؤو كاواغوتشي لاعب كرة قدم ياباني.
- 16 أبريل – كينيتشي هاشيموتو لاعب كرة قدم ياباني.
- 17 أبريل – ماريكا هاياشي
- 19 أبريل – أي مايدا
- 24 أبريل – توشيرو توموتشيكا لاعب كرة قدم ياباني.
- 28 أبريل – هيدكي نوميياما لاعب كرة قدم ياباني.
- 29 أبريل – كوإيتشيرو كاتافوتشي لاعب كرة قدم ياباني.
- 30 أبريل – كادزأو شيميدز لاعب كرة قدم ياباني.

### مايو
- 3 مايو – ماكوتو أوكوب لاعب كرة قدم ياباني.
- 9 مايو – هيروتوشي يوكوياما لاعب كرة قدم ياباني.
- 12 مايو – مايومي ياماغوتشي مؤدّية صوت يابانية.
- 16 مايو – يوشيتاكا فوجساكي لاعب كرة قدم ياباني.
- 17 ديسمبر – مايوكو أوكي
- 19 مايو – ماسانوبو إندو ممثل ياباني.
- 20 مايو – تاكاشي يوجيلي لاعب كرة قدم ياباني.
- 20 مايو – كينتارو ساكاإي لاعب كرة قدم ياباني.
- 22 مايو – تيبيه أوشيدا لاعب كرة قدم ياباني.
- 28 مايو – أكيهيرو يوشيد لاعب كرة قدم ياباني.

### يونيو
- 6 يونيو – غو شينوميا
- 9 يونيو – كينسوكي نيشيجيما لاعب كرة قدم ياباني.
- 17 يونيو – شوجي جو لاعب كرة قدم ياباني.
- 23 يونيو – شوهي تيرادا لاعب كرة قدم ياباني.

### يوليو
- 2 يوليو – ماساهيرو كوسونو لاعب كرة قدم ياباني.
- 3 يوليو – غاكويا هوري لاعب كرة قدم ياباني.
- 5 يوليو – أي سوجياما لاعبة كرة مضرب يابانية.
- 8 يوليو – كين إيواسي لاعب كرة قدم ياباني.
- 16 يوليو – توشيماسا توب لاعب كرة قدم ياباني.
- 19 يوليو – ساتورو سوزوكي لاعب كرة قدم ياباني.
- 25 يوليو – يوجي هيروناجي لاعب كرة قدم ياباني.
- 28 يوليو – تاكانوري هاتاكياما

### أغسطس
- 2 أغسطس – ناوكي ساكاي لاعب كرة قدم ياباني.
- 2 أغسطس – ياسوهيرو ناغاهاشي لاعب كرة قدم ياباني.
- 6 أغسطس – هيروكي أراتاني لاعب كرة قدم ياباني.
- 8 أغسطس – ماكوتو تاناكا لاعب كرة قدم ياباني.
- 11 أغسطس – كيشو تانياما
- 15 أغسطس – يوشيكاتسو كاواغوتشي لاعب كرة قدم ياباني.
- 18 أغسطس – تاكيشي شيميدزو لاعب كرة قدم ياباني.
- 18 أغسطس – نوبوهيرو إيشيدا ملاكم ياباني.
- 29 أغسطس – كازويوشي ميكامي لاعب كرة قدم ياباني.
- 29 أغسطس – يوشيكي مايهد لاعب كرة قدم ياباني.

### سبتمبر
- 1 سبتمبر – كونيهيرو كاواموتو مؤدّي صوت ياباني.
- 2 سبتمبر – ناوتو ساكوراي لاعب كرة قدم ياباني.
- 6 سبتمبر – ريوكو تاني
- 7 سبتمبر – سوقورو إيتو لاعب كرة قدم ياباني.
- 7 سبتمبر – نوريفومي أبي متسابق دراجات نارية ياباني.
- 10 سبتمبر – نوبوهيسا يامادا لاعب كرة قدم ياباني.
- 13 سبتمبر – هيرومي كونو مؤدّية صوت يابانية.
- 14 سبتمبر – أكينوري كوساكا لاعب كرة قدم ياباني.
- 14 سبتمبر – شينيتشي ساتو لاعب كرة قدم ياباني.
- 18 سبتمبر – أكيهيرو إندو لاعب كرة قدم ياباني.
- 19 سبتمبر – هيروياسو كاواكاتسو لاعب كرة قدم ياباني.

### أكتوبر
- 3 أكتوبر – يوشينوبو أكاو لاعب كرة قدم ياباني.
- 7 أكتوبر – ريوزو موريوكا لاعب كرة قدم ياباني.
- 9 أكتوبر – هيديتو سايتو لاعب كرة قدم ياباني.
- 10 أكتوبر – ماساهيرو ميياشيتا لاعب كرة قدم ياباني.
- 13 أكتوبر – تاداهيرو أكيبا لاعب كرة قدم ياباني.
- 23 أكتوبر – كوجي كوماجاي لاعب كرة قدم ياباني.
- 26 أكتوبر – هيروكو كونيشي
- 29 أكتوبر – يوشيو كيتاجيما لاعب كرة قدم ياباني.

### نوفمبر
- 2 نوفمبر – نايومي واكاباياشي مؤدّية صوت يابانية.
- 3 نوفمبر – دان إيتو لاعب كرة قدم ياباني.
- 17 نوفمبر – سييغو شيموكاوا لاعب كرة قدم ياباني.
- 19 نوفمبر – جوسوكي ساتو لاعب كرة قدم ياباني.
- 21 نوفمبر – كنساكو أوموري لاعب كرة قدم ياباني.
- 22 نوفمبر – جونكو ميناغاوا
- 23 نوفمبر – ماساهيكو كوماجاي لاعب كرة قدم ياباني.
- 28 نوفمبر – تاكاشي شيمودا لاعب كرة قدم ياباني.

### ديسمبر
- 1 ديسمبر – إيهإيإيتشي أإيهمورا لاعب كرة قدم ياباني.
- 1 ديسمبر – ماساتو سايتو لاعب كرة قدم ياباني.
- 2 ديسمبر – شيغيتو كوياما رسام كتب ياباني.
- 5 ديسمبر – تارو سيكيجوتشي متسابق دراجات نارية ياباني.
- 6 ديسمبر – ساياكا أوهارا مؤدّية صوت يابانية.
- 9 ديسمبر – ماكوتو كانيكو لاعب كرة قدم ياباني.
- 12 ديسمبر – هوكو كواشيما
- 17 ديسمبر – مايوكو أوكي
- 22 ديسمبر – أومي ساتو لاعب كرة قدم ياباني.
- 28 ديسمبر – كازوسا موراي
- 29 ديسمبر – شينجي أوتسكا لاعب كرة قدم ياباني.

## وفيات

### يناير
- 15 يناير – شوجورو سوجيمارا (مواليد 1905) لاعب كرة قدم ياباني.

### فبراير
- 11 فبراير – هيديو شينوجيما (مواليد 1910) لاعب كرة قدم ياباني.

### يونيو
- 3 يونيو – إيساكو ساتو (مواليد 1901) سياسي ياباني.